# Aleksandar Gilić
Aleksandar Gilić (in serbo Александар Гилић?; Sombor, 28 novembre 1969) è un ex cestista serbo.

## Palmarès
- YUBA liga: 1

Stella Rossa Belgrado: 1993-94
- Coppa di Jugoslavia: 1

Partizan Belgrado: 1999